# Hans von Hoffmeister

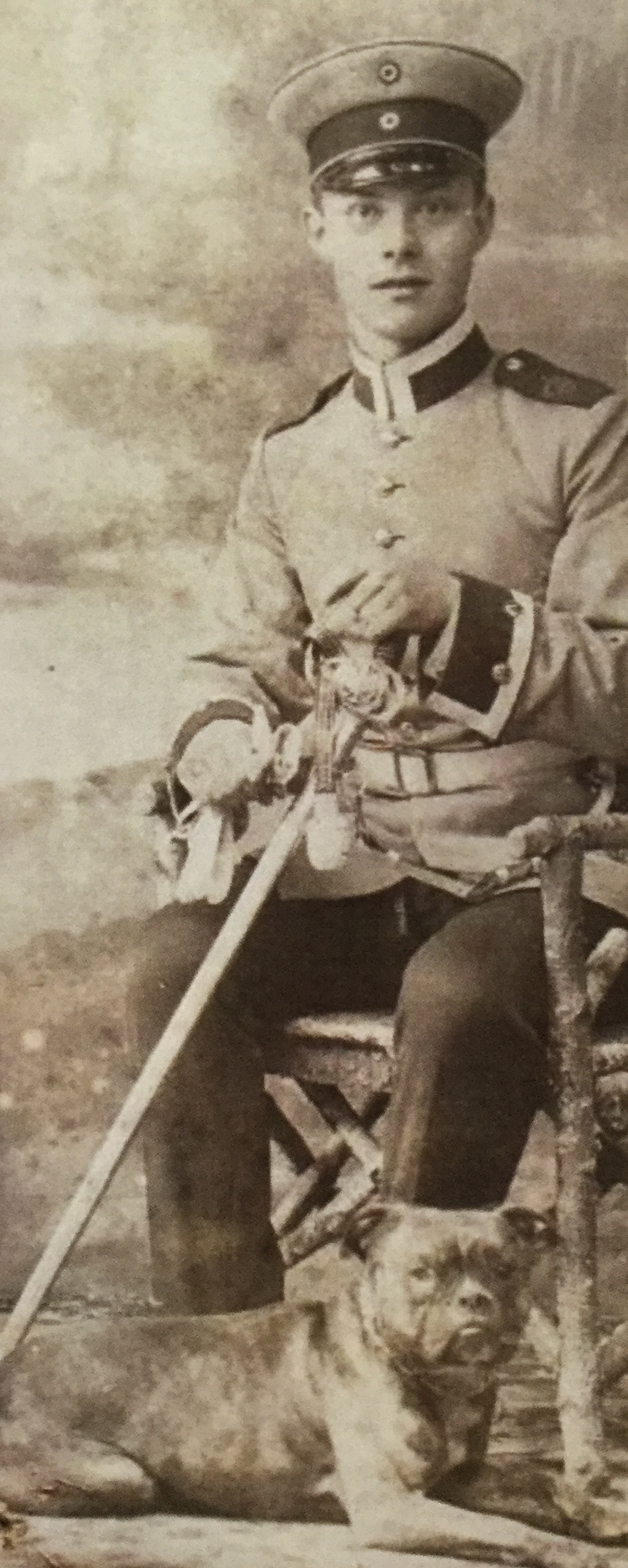
Hans von Hoffmeister

Hans Walter Hoffmeister, seit 1902 von Hoffmeister (* 11. Februar 1890 in Einbeck; † 5. Dezember 1916 in der Äußeren Mongolei) war ein deutscher Leutnant der Reserve. Seine Ermordung in der neutralen Mongolei erlangte internationale Aufmerksamkeit.

## Leben

### Herkunft und Familie
Von Hoffmeister war ein Sohn des preußischen Generalleutnants und Militärhistorikers Eduard von Hoffmeister und dessen Ehefrau Johanna Kiehnle (* 1862). Sein Bruder Friedrich war auch Offizier im Ersten Weltkrieg (1886–1961).

### Karriere
Hoffmeister besuchte verschiedene Gymnasien in seiner Kindheit, darunter im Elsass, Baden-Baden, Karlsruhe und Heidelberg. 1907 bestand er das Abitur und trat schon im folgenden Jahr als Einjährig-Freiwilliger in das 1. Badische Leib-Dragoner-Regiment Nr. 20 in Karlsruhe und wurde nach Vollendung verabschiedet. Nachfolgend studierte er Rechtswissenschaften an den Universitäten in Göttingen, Straßburg und Bonn und legte in Köln sein Referendarexamen ab. Seine erste Position war ab Dezember 1911 im Amtsgericht Münster/Deister, er wechselte aber schon kurz darauf in das Auswärtige Amt, wo er zum Leutnant der Reserve befördert wurde. Die Vorprüfung für den diplomatischen Dienst bestand er im Juni 1913.
Nach Ausbruch des Ersten Weltkrieges musste er seine diplomatische Laufbahn abbrechen und trat dem Reserve-Dragoner-Regiment 8 als Reserveoffizier bei; in dieser Position erhielt er das Eiserne Kreuz II. Klasse. Im November 1914 meldete er sich freiwillig an die Ostfront gegen das russische Reich. Er kämpfte bei der Schlacht um Lodz und avancierte schnell zum Ordonnanzoffizier in der 41. Infanterie-Division des XX. Armeekorps. Auch wurde er als Dolmetscher eingesetzt, da er über gute Kenntnisse der russischen Sprache verfügte. Nachdem er sich noch Ende November desselben Jahres für die Rolle als Führer eines kleinen Stoßtrupps gemeldet hatte, geriet er bei Strykow nahe Lodz in russische Kriegsgefangenschaft.
Hoffmeister wurde mit seinen Untergebenen in Tschita, später im Lager Jekaterinburg inhaftiert. In der Kriegsgefangenschaft traf er den Rittmeister Max Graeff, und beide schmiedeten Pläne aus der Gefangenschaft zu entkommen. Nach Verlegung in das Gefangenenlager Irkutsk versuchten sie im Mai 1915 einen ersten Ausbruch, der jedoch schnell scheiterte. Einen zweiten Ausbruch wagten beide im Frühsommer desselben Jahres und gelangte sogar bis an die Grenze der Mandschurei, bevor die beiden vor Übertreten der Grenze bemerkt und im nächstgelegenen Lager, in Daurien, inhaftiert wurden. Nach einiger Zeit wurden beide wieder nach Irkutsk transportiert, wo sie einen weiteren fluchtwilligen Offizier, den Oberleutnant Ludwig von Werner, trafen. Ein dritter Ausbruch aus der Gefangenschaft, nun auch mit von Werner, scheiterte auch.
Anfang Oktober 1916 wurden die drei in das Lager Troizkosawk in Transbaikalien transportiert, wo ihnen schon im November desselben Jahres ein vierter Ausbruch gelang. Nach über 300 Kilometern durch den sibirischen Winter kamen sie schließlich in Urga, der Hauptstadt der Mongolei, an. Dort angekommen versuchten sie mit einer chinesischen Eskorte sofort nach Peking zu gelangen, wurden aber alsbald von verfolgenden Kosaken eingeholt und auf der Stelle erschossen. Der chinesische Resident legte sofort Protest beim russischen Konsul ein. Da die drei sich in der neutralen Mongolei befanden und es sich somit um einen Völkerrechtsbruch handelte, löste dieser Vorfall nationales, sowie internationales Empören hervor. Parallelen zum Baralong-Zwischenfall wurden gezogen.
Am 11. Dezember 1916 wurde von Hoffmeister, sowie die anderen beiden Offiziere, auf dem russisch-orthodoxen Friedhof, der einzigen christlichen Ruhestätte in Urga, begraben. Nach kurzer Zeit wurden die drei aber in den Lagerfriedhof umgebettet. Elsa Brändström schickte der Mutter von Hans ein Kieferzweigchen von seinem Grab.